# Vocaloid 3
Vocaloid 3  es una aplicación software de síntesis de voz, capaz de cantar y sucesor de Vocaloid 2h en la serie Vocaloid. Esta versión de software es un mucho más expandida, conteniendo muchas características nuevas, que incluye, tres idiomas nuevos y muchos más voces que las versiones de software pasado combinadas.

## Historia
Vocaloid 3 se lanzó al mercado en 21 de octubre de 2011, junto con varios productos en japonés, como el primero de su clase. Varios estudios están proporcionando actualizaciones para permitir a Vocaloid 2, obtener bibliotecas vocales por sobre Vocaloid 3.  "Vocalistener" Fue más tarde liberado para el motor de voz nuevo, aun así fue vendido por separado. Estos parámetros se ajustan iterativamente por el usuario para crear una voz de canto naturalmente sintetizada. Soporte a las lenguas adicionales que incluyen chino, coreano, y español. Es también capaz de utilizar algunos plug-ins para el software y de esa forma cambiar entre modo normal y clásico para resultados vocales menos realistas. A diferencia de las versiones anteriores, las bibliotecas vocales y los principales ediciones del software está siendo vendidos como dos elementos por separados. Las bibliotecas vocales solo contienen una "versión" minúscula de la edición de software Vocaloid 3. Yamaha También está concediendo el autorizando de plug-in y uso del Vocaloid software para medios adicionales como videojuegos. También, Vocaloid 3 tiene Triphone soporte a diferencia de Vocaloid 2 cuál mejora capacidades de lengua. El primer español Vocaloids, Clara y Bruno, estuvo liberado en 2011.
La nueva tecnología también está soliendo traer de vuelta voces como la de la cantante Hitoshi Ueki quién murió en 2007. Esto es el primer intento para traer de vuelta a un cantante cuya voz había sido perdida, aun así había sido considerado una posibilidad desde que el software fue liberado en 2004. Aun así, esto solo está siendo realizado para uso privado. Un segundo intento fue realizado con la voz de escondrijo, un miembro de grupo X Japón, quién murió en 1998.
El software fue realizado con una versión especial llamada "Editor para Cubase", esta fue una versión que trabajaría con una Estación de trabajo de Audio digital. Una versión para el sistema operativo OS X del software llamada Vocaloid Neo estuvo anunciada el 24 de julio de 2013.  Varias voces desde entonces han sido confirmadas para esta versión del software. En 2013, el primer proyecto vocaloid en lenguaje catalán fue presentado con el nombre de ONA.
Una serie de paquetes de recursos llamados "Vocaloid-P Data" también fueron liberados. Cuando un total de 4 volúmenes fueron liberados, las series anteriores fueron retiradas, con la introducción de las nuevas versiones SE de varias voces. Además, Vocaloid 3, Vocaloid Neo y i-Vocaloid eran más tarde realizadas, una actualización la cual dejó el acceso a un sistema de Almacenamiento en nube la cual se llamó "Vocaloid Red".  Esto dejó a los usuarios utilizar completamente las 3 versiones del software mediante el acceso a los archivos almacenados hecho en cualquier de los 3 software.
Vocaloid 3 a suministrado más variedad de voces en su producción, incluyendo más voces que Vocaloid 2.

## Productos

### Librerías de VOCALOID3
| Cantante                      | Desarrollador                        | Nombre de Producto | Idioma                             | Sexo                                | Voz original           | Fecha de Lanzamiento     |
| ----------------------------- | ------------------------------------ | --- | ---------------------------------- | ----------------------------------- | ---------------------- | ------------------------ |
| Mew                           | Yamaha Corporation                   | VOCALOID3 Library MEW | Japonés                            | Femenino                            | Miu Sakamoto           | 21 de octubre de 2011    |
| VY1v3                         | Yamaha Corporation                   | VOCALOID3 Library VY1V3 | Japonés                            | Femenino                            | No revelado            | 21 de octubre de 2011    |
| SeeU                          | SBS Artech                           | VOCALOID3 SeeU SV01 | Coreano (Fonemas extras) y japonés | Femenino                            | Kim Dae-Hee            | 21 de octubre de 2011    |
| MEGPOID Extend: V3            | Internet Co., Ltd.                   | VOCALOID3 Megpoid Power, VOCALOID3 Megpoid Whisper, VOCALOID3 Megpoid Adult, VOCALOID3 Megpoid Sweet, VOCALOID3 Megpoid Complete | Japonés                            | Femenino                            | Megumi Nakajima        | 21 de octubre de 2011    |
| Tone Rion                     | MoeJapan                             | VOCALOID3 Library 兎眠りおん | Japonés                            | Femenino                            | Yumemi Nemu            | 16 de diciembre de 2011  |
| Oliver                        | PowerFX / VocaTone                   | VOCALOID3 Oliver | Inglés                             | Masculino                           | No revelado            | 21 de diciembre de 2011  |
| CUL                           | Internet Co., Ltd                    | VOCALOID3 CUL | Japonés                            | Femenino                            | Eri Kitamura           | 22 de diciembre de 2011  |
| Yuzuki Yukari                 | AH Software                          | VOCALOID3 結月ゆかり | Japonés                            | Femenino                            | Chihiro Ishiguro       | 22 de diciembre de 2011  |
| Bruno & Clara                 | Voctro LabsC                         | Bruno & Clara VOCALOID™3 Libraries                                                                                               | Español                            | Masculino (Bruno), Femenino (Clara) | No revelados           | 23 de diciembre de 2011  |
| IA                            | 1st Place                            | VOCALOID3 Library IA ARIA ON THE PLANETES, IA DAW, IA -DUO PACKAGE- Starter Pack                                                 | Japonés                            | Femenino                            | Lia                    | 27 de enero de 2012      |
| MEGPOID Native                | Internet Ltd. Co.                    | VOCALOID3 Megpoid Native, | Japonés                            | Femenino                            | Megumi Nakajima        | 16 de marzo de 2012      |
| Aoki Lapis                    | I-Style Project / Yamaha Corporation | VOCALOID3 Library 蒼姫ラピス | Japonés                            | Femenino                            | Nako Eguchi            | 6 de abril de 2012       |
| Lily V3                       | Internet Co Ltd                      | VOCALOID3 Lily | Japonés                            | Femenino                            | Yūri Masuda (m.o.v.e.) | 19 de abril de 2012      |
| Luo Tianyi                    | Shanghai He Nian                     | VOCALOID™3 洛天依 声库 | Chino                              | Femenino                            | Shan Xin               | 12 de julio de 2012      |
| GACKPOID Extend: V3           | Internet Co Ltd                      | VOCALOID3 がくっぽいど NATIVE, VOCALOID3 がくっぽいど POWER, VOCALOID3 がくっぽいど WHISPER, VOCALOID3 がくっぽいど COMPLETE     | Japonés                            | Masculino                           | GACKT                  | 19 de julio de 2012      |
| VY2v3                         | Yamaha Corporation                   | VOCALOID3 Library VY2V3 | Japonés                            | Masculino                           | No revelado            | 19 de octubre de 2012    |
| MAYU                          | Exit Tunes                           | MAYU VOCALOID3 | Japonés                            | Femenino                            | Mayumi Morinaga        | 5 de diciembre de 2012   |
| Avanna                        | Zero-G                               | VOCALOID™3 AVANNA VIRTUAL VOCALIST                                                                                               | Inglés                             | Femenino                            | Rachel Dey             | 2011                     |
| KAITO V3                      | Crypton Future Media                 | VOCALOID3 Library KAITO V3 | Japonés e inglés                   | Masculino                           | Naoto Fūga             | 15 de febrero de 2013    |
| MEGPOID English               | Internet Co Ltd                      | VOCALOID3 Megpoid English | Inglés                             | Femenino                            | Megumi Nakajima        | 28 de febrero de 2013    |
| Zola Project (Yuu, Kyo y WIL) | Yamaha Corporation                   | VOCALOID3 Library ZOLA PROJECT                                                                                                   | Japonés                            | Masculinos                          | Minorun, Nanox y Maui  | 20 de junio de 2013      |
| Yan He (言和)                 | Shanghai He Nian                     | VOCALOID™3 言和 Y A N H E | Chino                              | Femenino                            | Liu Seira              | 11 de julio de 2013      |
| Hatsune Miku English          | Crypton Future Media                 | VOCALOID3 Library 初音ミク V3 English, 初音ミク V3 Bundle                                                                        | Inglés                             | Femenino                            | Saki Fujita            | 31 de agosto de 2013     |
| YOHIOloid                     | PowerFX / VocaTone                   | VOCALOID3 YOHIOloid | Inglés y Japonés                   | Masculino                           | YOHIO                  | 10 de septiembre de 2013 |
| HATSUNE MIKU V3               | Crypton Future Media                 | VOCALOID3 Library 初音ミク V3, 初音ミク V3 Bundle                                                                                | Japonés                            | Femenino                            | Saki Fujita            | 26 de septiembre de 2013 |
| MAIKA                         | Voctro Labs                          | MAIKA VOCALOID ™ 3 Library | Español (Fonemas extras)           | Femenino                            | No revelado            | 18 de diciembre de 2013  |
| Merli                         | I-Style Projec / Yamaha Corporation  | VOCALOID ™ 3 メルリ | Japonés                            | Femenino                            | Kamata Misaki          | 24 de diciembre de 2013  |
| Macne NANA                    | MI7 / Bplast                         | VOCALOID ™ 3 マクネナナ | Japonés e inglés                   | Femenino                            | Haruna Ikesawa         | 31 de enero de 2014      |
| MEIKO V3                      | Crypton Future Media                 | VOCALOID3 Library MEIKO V3 | Japonés e inglés                   | Femenino                            | Meiko Haigo            | 4 de febrero de 2014     |
| kokone                        | Internet, Co., LTD                   | VOCALOID3 Library kokone | Japonés                            | Femenino                            | Por confirmar          | 14 de febrero de 2014    |
| Anon&Kanon                    | Yamaha Corporation                   | VOCALOID™3 Library 杏音鳥音（アノンカノン）                                                                                      | Japonés                            | Femeninas                           | No revelado            | 3 de marzo de 2014       |
| vFlower                       | GYNOID / Yamaha Corporation          | VOCALOID3 Library vFlower | Japonés                            | Femenino                            | No revelado            | 9 de mayo de 2014        |
| Tohoku Zunko                  | AH Software                          | VOCALOID™3 東北ずん子 | Japonés                            | Femenina                            | Satomi Satō            | 5 de junio de 2014       |
| IA ROCKS                      | 1st Place                            | VOCALOID3 Library [IA ROCKS -ARIA ON THE PLANETES-], IA DAW, IA -DUO PACKAGE- Starter Pack                                       | Japonés                            | Femenino                            | Lia                    | 27 de junio de 2014      |
| galaco NEO                    | Yamaha Corporation                   | VOCALOID3 Library ギャラ子 NEO                                                                                                   | Japonés                            | Femenino                            | Shibasaki Kou          | 5 de agosto de 2014      |
| RANA                          | We´ve inc                            | ボカロＰになりたい！, VOCALOID™ 3 Library Rana                                                                                   | Japonés                            | Femenino                            | 加隈亜衣(Kakuma Ai)    | 9 de septiembre de 2014  |
| GACHAPOID V3                  | Internet Co Ltd                      | VOCALOID3 GACHAPOID | Japonés                            | Masculino                           | Kuniko Amemiya         | 17 de septiembre de 2014 |
| Chika                         | Internet Co Ltd                      | VOCALOID3 CHIKA | Japonés                            | Femenino                            | Ito Chiaki             | 16 de octubre de 2014    |
| Xin Hua                       | GYNOID                               | VOCALOID™3 Library 心華 | Chino                              | Femenino                            | Wang Wenyi             | 10 de febrero de 2015    |
| Yuezheng Ling                 | Shanghai He Nian                     | VOCALOID3 Library 乐正绫 | Chino                              | Femenino                            | Qi Inory               | 17 de julio de 2015      |

## Recepción crítica
Con la revisión de Yohioloid, Vocaloid 3 obtuvo una calificación de 7 de 10, por Hollin Jones en el sitio web MusicTech.  Jones en su revisión se pudo dar cuenta de que a pesar de ser esta "fácil de utilizar", la aplicación tuvo una curva de aprendizaje empinada, y debido a esto llegó a la conclusión, que invertir tiempo y esfuerzo era la única manera de conseguir los mejores resultados.  Aun así, listando los por y los contra del software, él notó que Vocaloid era lo más cercano al realismo que uno puede conseguir, pero también, que es mejor que su versión anterior.  Además, se dio cuenta, que todavía había un gran porcentaje de artificialidad en el sonido y que no es posibles de conseguir de Vocaloid una mímica de un cantante al mismo nivel de Adele.  Siendo Vocaloid el software más popular en el género de pop electrónico y en consecuencia las voces de Yohioloid, que han sido apuntados a un mercado japonés, a pesar de este hecho Yohioloid era una versión Vocaloid más occidental.
También es importante notar que para las versiones de Vocaloids en inglés Oliver y Avanna, aunque fueron completadas en un periodo de tiempo con un retraso significativo, fueron informadas por los estudios, en cuanto a la conclusión de su desarrollo y su liberación.  En consideración a Avanna, se anunció su aparición de Cero-G, pero ello no se supuso cuándo iba a ser liberada.  Otro asunto era que Avanna fue originalmente el concepto de un Elfo, pues Avanna estuvo apuntado para ser un tema de fantasía vocal, pero esto fue rechazado por Yamaha, pues ellos estuvieron a favor de un estilo de artístico y visual de anime.  Anteriormente no habían demostrado señal alguna de dirigir los estudios hacia uno dirección en particular. El artista de la ilustración ideada para Avanna también tuvo una gran reacción negativa, que siguió el concepto original para las voces en español Bruno y Clara.
Hatsune Miku se posicionó como la vocaloid más popular para este software. Una vez liberada esta versión, sobrecargó el servidor de Yamaha con tantos usuarios que habían realizado las peticiones de activación al mismo tiempo.  Por consiguiente, una reserva de 10.000 copias de su software fueron reportadas desde una de sus plataformas, aun así los suministros fallaron al reunir la demanda.  Hatsune Miku versión 3 fue un producto que estuvo relacionado con el aumento de ventas de Vocaloid cercano al 19.7% en el año 2014.
Las ventas de las vocaloids de habla inglesa y Avanna llegaron a ser las más exitosas de las Vocaloids Cero-G, nunca antes vendidas, permaneciendo en el número 1 del "Best Seller" en el sitio para el año 2013 y las primeras Vocaloid Cero-G nunca antes habían sido nominadas al número 1 en su sitio.  Estas vocaloids más tarde repetirían el mismo éxito de ventas, en el año siguiente de 2014.
IA También estrenó una vocaloid altamente exitosa para julio de 2015 que obtuvo 100 millones de vistas a través de todo los vídeo-clips relacionados con ella.